# Poieză

În filozofie, poieza (din greacă veche ποίησις) este „activitatea prin care o persoană înființează ceva care nu a existat anterior”.
Poieză este derivat etimologic din termenul greacii vechi ποιεῖν, care înseamnă „a face”. 
Cuvântul mai este folosit și ca sufix, precum în termenul biologic hematopoieză, formarea celulelor sanguine.

## Generalități
În Banchetul (un dialog Socratic scris de Platon), Diotima descrie felul în care muritorii se străduiesc să atingă nemurirea în legătură cu poieza. În întreaga paternitate și aducere de frumusețe există un fel de facere/ creare sau poieză. În această geneză există o mișcare care trece dincolo de ciclul temporal al nașterii și descompunerii. „O astfel de mișcare se poate desfășura în trei feluri de poieză: (1) Poieza naturală prin procreația sexuală, (2) poieza urbană prin obținerea faimei eroice și, în cele din urmă, (3) poieza sufletească prin cultivarea virtuții și cunoașterii”.
În timp ce Platon, după Timaios, privește fizia ca rezultat al poiezei, adică poieza demiurgului care creează din idei, Aristotel consideră poieza ca o imitație a fiziei. Pe scurt, forma sau ideea, care precede fizia, este în contrast cu viul, care este principiul înnăscut sau forma mișcării-proprii. Cu alte cuvinte, paradigma tehnomorfică este în contrast cu cea biomorfică; teoria naturii ca un întreg cu teoria individului viu.
Martin Heidegger s-a referit la aceasta ca la o 'aducere' (fizie ca emergență), folosind acest termen în sensul său cel mai cuprinzător. El a explicat poieza ca înflorirea mugurilor, ieșirea unui fluture din cocon, căderea unei cascade când începe topirea zăpezilor. Ultimele două analogii subliniază exemplul lui Heidegger de ocazie limită: un moment de extaz când ceva se îndepărtează de la locul său ca un lucru pentru a deveni altul. (Aceste exemple mai pot fi înțelese și ca desfășurarea unui lucru din el însuși, ca ființa care se arată sau se adună din nimic [astfel nimic este privit tot ca ființă]). Exemplu suplimentar: Noaptea se lasă la sfârșitul zilei.
În studii literare, cel puțin două domenii sunt legate de etimologia poiezei:  ecopoetica și zoopoetica. Cum „eco” este derivat din rădăcina „oikos” însemnând „casă, cămin sau inimă”, atunci ecopoetica explorează modul în care limba poate ajuta la cultivarea (sau la crearea) sensului șederii pe pământ. Zoopoetica explorează modul în care animalele (zoo) dau formă unui text.
În cartea lor din anul 2011, Toate strălucesc, Hubert Dreyfus și Sean Dorrance Kelly spun că adoptarea unei gândiri „meta-poietice” este o bună, și poate unica, metodă de autentificare a semnificației în vremurile noastre seculare: „Meta-poieza, cum i-ar spune unii, dirijează printre pericolele gemene ale erei seculare: aceasta rezistă nihilismului prin recondiționarea fenomenului sacru al fiziei, dar cultivă abilitatea de a rezista fiziei în forma sa respingătoare, fanatică. Prin urmare, traiul bun în era noastră seculară, nihilistică, necesită abilitatea superioară de a recunoaște momentul în care să te ridici ca parte a mulțimii extatice și când să te întorci și să te îndepărtezi în grabă”.
În plus, Dreyfus și Dorrance Kelly îndeamnă fiecare persoană să devină un fel de „meșteșugar” cu responsabilitatea de a-și rafina facultatea poiezei pentru a atinge semnificație existențială în viețile lor și a-și reconcilia corpurile cu orice transcendență care s-ar putea realiza în viața însăși: „Treaba meșteșugarului nu este de a genera semnificația, ci mai degrabă de a cultiva în el abilitatea de a discerne semnificațiile care sunt deja acolo”.